# Sanandadj
Sanandadj ou Senna (en kurde : Sine / سنه prononcé : [səna] ; en persan : سنندج / Sanandaj) est la capitale  de la province iranienne du Kurdistan.
Située dans la partie occidentale de l'Iran, à la frontière de l'Irak, la ville de Sanandadj est à 512 km de Téhéran, à 1 480 m d'altitude. 
La population de Sanandadj est principalement kurde, mais la ville accueille aussi des minorités arménienne et juive. 
En 2011, Sanandadj est classée troisième ville présentant l'air le plus pollué au monde par l'OMS.

## Histoire
Le nom « Sanandadj » est la forme arabe de « Sena Dej » (« Sine Dij » en langue kurde), qui signifie « la citadelle de Sena ». La ville est aujourd'hui communément appelée « Sinne » ou « Senna » en kurde.
Bien que des traces archéologiques attestent de premiers peuplements par les Aryens plusieurs milliers d'années avant notre ère, Sanandadj est une ville plutôt récente, construite il y a moins de 400 ans. 
Après la conquête musulmane en 642, la majorité des habitants embrassèrent l'islam sunnite, principale religion de la zone aujourd'hui. 
Soleiman Khân Ardalan, gouverneur, fit construire la citadelle de Senna (dont le nom Senna Dej) sous le règne du Chah Séfi Ier d'Iran (1629-1642). Sanandadj fut sous le contrôle de la famille Ardalan pendant quatre siècles. Durant la guerre entre l'Iran et les Ottomans, pendant la période séfévide, cette famille fut parfois l'alliée de l'Iran, et parfois des Ottomans. 
En 1733, Muhammad Karim Khân détruisit Sanandadj. Après une période de troubles, Khosrow Khân Ardalan prit le pouvoir. De 1799 à 1824, Aman-Allah Khân, son fils, lui succéda et travailla dans une certaine mesure à améliorer la ville. Il est le dernier dirigeant important de la dynastie Ardalan.
La ville fut choisie plus tard, pour devenir la capitale de la province du Kurdistan, et est aujourd'hui une des principales villes de l'Ouest iranien.

## Climat
Sanandadj a un climat agréable au printemps et en été. Les moyennes saisonnières  sont les suivants : 15,2 °C au printemps, 25,2 °C en été, 10,4 °C en automne et 1,6 °C en hiver.

## Attractions
Le principal monument de Sanandadj est une forteresse datant de la période abbasside. Sanandadj était très prospère pendant la période séfévide, mais fut complètement détruite par Muhammad Karim Khân.

## Personnalités
- Estiphan Panoussi (1935-), philologue et philosophe, est né à Sanandaj.
- Mastoureh Ardalan, poétesse, historienne et écrivaine.